# Sofiïvka (oblast de Dnipropetrovsk)
Sofiïvka (en ukrainien : Софіївка) ou Sofiïevka (en russe : Софиевка) est une commune urbaine de l'oblast de Dnipropetrovsk, en Ukraine, et le centre administratif du raïon de Sofiïvka. Sa population s'élevait à 7 094 habitants en 2013.

## Géographie
Sofiïvka est située à 91 km au sud-ouest de Dnipro et à 359 km au sud-est de Kiev.

## Histoire
Le village de Sofiïvka fut fondé entre 1791 et 1796 par le général de l'armée russe Dounine et nommé en l'honneur de son épouse Sofia. Le village accéda au statut de commune urbaine en 1957. 

## Population
Recensements (*) ou estimations de la population :
| 1959* | 1970* | 1979* | 1989* | 2001* |
| ----- | ----- | ----- | ----- | ----- |
| 7 764 | 7 280 | 8 067 | 8 848 | 8 327 |

| 2009  | 2010  | 2011  | 2012  | 2013  |
| ----- | ----- | ----- | ----- | ----- |
| 7 301 | 7 236 | 7 212 | 7 189 | 7 094 |

## Transports
Par la route, Sofiïvka se trouve à 43 km de Kryvyï Rih et à 100 km de Dnipro. 